# Cantone di Chauvigny
Il Cantone di Chauvigny è una divisione amministrativa degli arrondissement di Châtellerault e di Montmorillon.
A seguito della riforma complessiva dei cantoni del 2014 è passato da 8 a 15 comuni.

## Composizione
Prima della riforma del 2014 comprendeva i comuni di:
- Chapelle-Viviers
- Chauvigny
- Fleix
- Lauthiers
- Leignes-sur-Fontaine
- Paizay-le-Sec
- Sainte-Radégonde
- Valdivienne

Dal 2015 comprende i comuni di:
- Archigny
- Availles-en-Châtellerault
- Bellefonds
- Bonneuil-Matours
- Cenon-sur-Vienne
- Chapelle-Viviers
- Chauvigny
- Fleix
- Lauthiers
- Leignes-sur-Fontaine
- Monthoiron
- Paizay-le-Sec
- Sainte-Radégonde
- Valdivienne
- Vouneuil-sur-Vienne